# Онуфриев, Анатолий Тимофеевич
Анатолий Тимофеевич Онуфриев (16 июля 1931, Чернигов, Украинская ССР — 27 сентября 2014, Москва, Российская Федерация) — советский и российский учёный в области газовой динамики и теплообмена, доктор физико-математических наук и профессор МФТИ.

## Биография
В 1955 г. окончил МФТИ по специальности «аэродинамика» и был направлен на работу в Институт химической физики Академии наук СССР.
- * 1959 г. — защитил кандидатскую диссертацию,
- * 1960—1967 гг. — заведующий лабораторией в Институте теоретической и прикладной механики Сибирского отделения АН СССР, заместитель директора Института теоретической и прикладной механики СО АН СССР,
- * 1967—1978 гг. — доцент кафедры физической механики МФТИ,
- * 1975 г. — защитил докторскую диссертацию,
- * 1976—1992 г. — проректор МФТИ по научной работе,
- * 1978—2011 гг. — советник ректора и профессор кафедры физической механики МФТИ.

Специалист в области механики жидкости, газа и плазмы.

## Награды
Награждён орденом Трудового Красного Знамени.